# Hugh den Ouden
Hugh den Ouden (geboren in Schiedam, 6 februari 1941 als Hugo den Ouden), is een Nederlands pianist, dirigent, arrangeur en producent.
Hij was onder andere begeleider van Tom Manders, Toon Hermans, Henk Elsink, Jenny Arean en Jasperina de Jong. 
In de jaren zestig was hij betrokken als huispianist bij de televisieseries Bij Dorus op schoot en Bij Dorus op visite met Tom Manders, ook bij de legendarische Poessie Mauw interpretatie van Corrina Konijnenburg.
In de jaren zeventig werkte hij samen met Gerard Cox bij nummers als Coen uit Je moet je verdriet verbijten, Zo'n regel uit het album Zo zijn we niet getrouwd of Juffrouw Iks uit Ik hoop dat 't nooit ochtend wordt. Bij meerdere One Man Shows van Toon Hermans was Hugh den Ouden orkestleider en speelde hij piano, trompet en trombone. Hij componeerde ook de muziek voor sommige nummers, bijvoorbeeld Tango van het blote kontje. Hij was pianist bij Kleine Johanna van Henk Elsink. Hij schreef veel liedjes voor Ansje van Brandenberg.
In de jaren negentig verzorgde hij als muziekregisseur de muziekscore voor films als Eline Vere, Voor een verloren soldaat, Richting Engeland, Ivanhood, Antonia en Sloophamer.
In de 21e eeuw speelde Den Ouden mee met het Malando Orkest. In 2014 werkt hij mee aan de film Toen was geluk heel gewoon (film).